# Ekstynkcja międzygalaktyczna
Ekstynkcja międzygalaktyczna – suma procesów pochłaniania i rozpraszania światła w przestrzeni międzygalaktycznej przez znajdującą się tam materię (pył i gaz).
Materia międzygalaktyczna w odległościach do kilku miliardów lat świetlnych jest zjonizowana i zawiera stosunkowo mało pierwiastków ciężkich, dlatego jest dość przezroczysta dla przechodzącego promieniowania. Obserwacje dalekich kwazarów są już jednak utrudnione przez ekstynkcję (głównie absorpcję) międzygalaktyczną. Obserwacje jeszcze dalszych obiektów (pierwszych kwazarów, pierwszych galaktyk) są niezwykle utrudnione, ponieważ w dużych odległościach, odpowiadających przesunięciu ku czerwieni ponad 6, ośrodek międzygalaktyczny tak bardzo absorbuje promieniowanie, że staje się nieprzezroczysty. Utrudnia to badanie powstawania galaktyk.